# Maltese lire

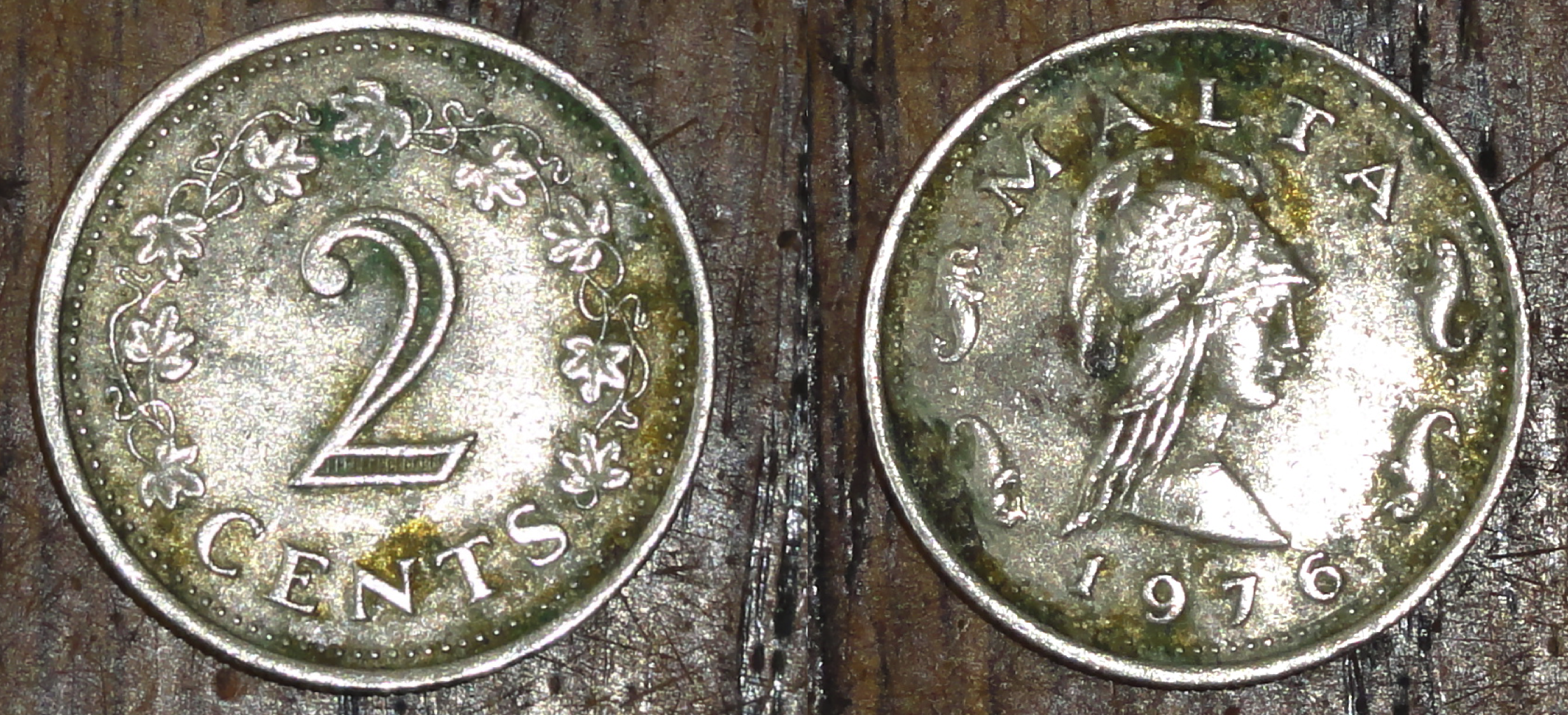
Munt van 2 cent uit 1976

De Maltese lire was tussen 1983 en 1 januari 2008 de munteenheid van Malta. Eén lire is onderverdeeld in honderd centen.
Het muntgeld was beschikbaar in 1, 2, 5, 10, 25 en 50 cent en 1 lire. Het papiergeld was beschikbaar in 2, 5, 10 en 20 lire. Omdat de waarde van de Maltese lire zo hoog was, waren de centen voorheen ook nog opgedeeld in 10 mil. De mil munten zijn echter al lang niet meer in omloop.
Nadat Malta, gelijktijdig met Cyprus op 22 juni 2007 van de Europese Centrale Bank toestemming kreeg om de euro in te voeren per 1 januari 2008, werd op 10 juli 2007 de wisselkoers, van de Maltese lire ten opzichte van de euro, definitief vastgesteld op Lm 0,429300 per euro. Door toetreding tot de eurozone zou de Maltese lire in de loop van 2008 als wettelijk betaalmiddel verdwijnen.
De voorganger van de lire was het Maltees pond, dat gebruikt werd tot 1983. Het Maltees pond was vanaf 1960 gekoppeld aan het Britse pond.